# Rosine Sori-Coulibaly
Rosine Sori-Coulibaly (sinh năm 1958) là một nhà kinh tế và chính trị gia người Burkina Faso. Sau cuộc chạy đua để trở thành Thủ tướng Burkina Faso, bà được bổ nhiệm làm Bộ trưởng Kinh tế, Tài chính và Phát triển vào ngày 13 tháng 1 năm 2016.

## Giáo dục
Sori-Coulibaly có bằng thạc sĩ kinh tế phát triển tại Đại học Cheikh Anta Diop  và bằng sau đại học của Viện Quy hoạch và Phát triển Kinh tế Liên Hợp Quốc.

## Sự nghiệp
Sori-Coulibaly đã giữ các vị trí trong Bộ Kế hoạch và Phát triển Kinh tế và trong Hội đồng Kinh tế Xã hội và đã giảng dạy tại Trường Hành chính Quốc gia. Năm 2011, Tổng thư ký Liên Hợp Quốc Ban Ki-moon đã bổ nhiệm Sori-Coulibaly làm Phó đại diện đặc biệt của Văn phòng Liên hợp quốc tại Burundi và Điều phối viên thường trú của Liên hợp quốc, Đại diện thường trú và Điều phối viên nhân đạo cho Burundi.
Đầu tháng 1 năm 2016, Sori-Coulibaly được coi là người có khả năng trở thành Thủ tướng Burkina Faso. Vào ngày 13 của tháng đó, Sori-Coulibaly đã được đặt tên là Bộ trưởng Kinh tế, Tài chính và Phát triển của Burkina Faso bởi ông Marc Marc Christian Kaboré, Chủ tịch nước. Báo cáo phương tiện truyền thông bắt đầu như những câu chuyện trên phương tiện truyền thông xã hội vào ngày trước thông báo cho thấy rằng bà đã được chọn làm nữ Thủ tướng đầu tiên của quốc gia. Bà nói để đáp lại những tin đồn được lan truyền, "Tôi đã sống tin đồn này mọi người. Tôi học được qua mạng xã hội và các cuộc gọi gần gũi. Nhưng bạn biết rất rõ rằng chính Tổng thống đã bổ nhiệm thủ tướng và đó không phải là đặc quyền của những người truyền bá thông tin này. " 

## Các hoạt động khác
- Ngân hàng Phát triển Châu Phi (AfDB), Thành viên không chính thức của Hội đồng Thống đốc (từ năm 2016) [7]
- Quỹ tiền tệ quốc tế (IMF), thành viên cũ của Hội đồng thống đốc (từ năm 2016) [8]
- Cơ quan bảo lãnh đầu tư đa phương (MIGA), Nhóm Ngân hàng Thế giới, Thành viên không chính thức của Hội đồng Thống đốc (kể từ năm 2016) [9]
- Ngân hàng Thế giới, Thành viên không chính thức của Hội đồng Thống đốc (từ năm 2016) [10]

## Cuộc sống cá nhân
Rosine đã kết hôn và có hai con.